# Yunus Musah
Yunus Dimoara Musah (født 29. november 2002) er en amerikansk professionel fodboldspiller, som spiller for Serie A-klubben AC Milan og USA's landshold.

## Klubkarriere

### Valencia
Efter at have spillet for Arsenals ungdomsakademi, skiftede 16-årige Musah i 2019 til Valencia. Han debuterede for førsteholdet i starten af 2020, og etablerede sig herefter som en vigtig spiller hos holdet.

### AC Milan
Musah skiftede i august 2023 til AC Milan.

## Landsholdskarriere

### England
Musah har repræsenteret England på flere ungdomsniveauer.

### USA
Musah blev i november 2020 inkluderet på det amerikanske landshold til to venskabskampe, og han debuterede for USA's landshold den 12. november 2020.
Musah kunne repræsenteret USA, Ghana, Italien og England på seniorniveau som resultat af sin internatonale baggrund. Dog han allerede havde spillet for USA, så var det kun i venskabskampe, og han var derfor endnu ikke bundet til landet. Herfra var der en kamp mellem England, som han havde repræsenteret på ungdomsniveau, og hans fødeland USA, for at overbevise ham til at spille for dem. I marts 2021 annoncerede Musah, at han valgte at repræsentere USA.

## Privat
Musah blev født i New York City, USA til forældre fra Ghana, da hans mor var på ferie til New York City på tidspunktet. Han flyttede med sin familie til Castelfranco Veneto i Italien, hvor han boede de første år af hans liv. Han flyttede som 9-årig med sin familie til London.

## Titler
USA
- CONCACAF Nations League: 3 (2019-20, 2022-23, 2023-24)

Individuelle
- Årets unge fodboldspiller i USA: 1 (2022)